# 艾麗卡·莫莉妮
艾麗卡·莫莉妮（德語：Erika Morini，1904年1月5日—1995年11月1日），是一位猶太裔奧地利小提琴家，20世紀最著名的女性演奏家之一，著名樂評哈罗德·勋伯格盛讚為「史上最佳的女性小提琴家」，但今日樂迷間的討論度較低。

## 生平
艾麗卡·莫莉妮出生於奧地利維也納，由父親奧斯卡·莫里茨（Oscar Moritz，在維也納經營音樂學校）啟蒙音樂。學齡的莫莉妮獲錄取進入维也纳音乐与表演艺术大学，向奧塔卡·舍夫契克學習。1916年，她與尼基施·阿图尔以及柏林爱乐乐团合作，完成職業生涯的初登場。1921年1月26日，17歲的莫莉妮在紐約演出，造成美國聽眾的轟動。1923年，她初次造訪倫敦。
1938年，莫莉妮遷居至紐約，並固定在曼尼斯音樂學院從事教學。1962年，在一次紀念弗里茨·克莱斯勒的演出場合，莫莉妮與艾萨克·斯特恩、齊諾·弗朗切斯卡悌、内森·米尔斯坦等三人共演。之後，曾有十數年的時間，莫莉妮未曾公開演出，直到1976年，她在亨特學院舉行了最後一次公開演出。據聞，此後莫莉妮便不再演奏小提琴。
1995年11月1日（一說為10月31日），莫莉妮因心臟疾病在醫院過世，享年91。《The Strad》評論：
本世紀（20世紀）最妖媚的女性小提琴家。（Most bewitching woman violinist of this century）

## 作品

### 商業錄音
莫莉妮的協奏曲錄音作品受到好評，她對路易斯·施波尔協奏曲的復興與推廣特別著力，其它曾錄製的協奏曲則有莫扎特、貝多芬、門德爾松、勃拉姆斯、柴可夫斯基等人的作品。
莫莉妮活躍的時間點屬於原音（acoustic）技術年代，其錄音作品也都是此一路線。

## 与芝加哥交响乐团演出
- 1921年11月18日至19日，VIEUXTEMPS E 大调第一小提琴协奏曲，弗雷德里克·斯托克，指挥
- 1922年12月8日至9日，SPOHR D小调第9号小提琴协奏曲，SARASATE Fantasy on Carmen 弗雷德里克·斯托克，指挥
- 1930年11月14日至15日，GLAZUNOV A小调小提琴协奏曲，弗雷德里克·斯托克，指挥
- 1937年12月14日，柴可夫斯基 D大调小提琴协奏曲，弗雷德里克·斯托克，指挥
- 1937年12月16日至17日 GLAZUNOV A小调小提琴协奏曲，汉斯·兰格，指挥
- 1942年1月27日，SPOHR D小调第9号小提琴协奏曲，弗雷德里克·斯托克，指挥]

## 獲獎與榮譽
- 榮譽博士，麻州史密斯學院，1955年
- 榮譽博士，新英格兰音乐学院，1963年
- 紐約市金牌表彰，1976年追贈

## 個人生活

### 家庭
莫莉妮的父親奧斯卡·莫里茨出生於奧匈帝國切諾維茲（現屬捷克），與瑪爾卡·魏斯曼（Malka Weissmann）育有六名子女。莫莉妮的兄弟姊妹全數從事藝術相關行業。
其表兄路易·莫里斯（Louis Morris）曾任職於約翰·菲利普·蘇沙的樂隊（1907–21年）。

## 軼事
- 莫莉妮的用琴包括一把瓜達尼尼小提琴（曾屬毛德·鲍威尔（英语：Maud Powell）所有）、1727年製的斯特拉迪瓦里「大衛朵夫」（Davidov），後者由其父於1924年以一萬美元的價格購入[2]。
- 莫莉妮與表兄曾在前往紐約的船途中為旅客演奏，大受歡迎之下，被招待了頭等船艙的免費住宿。
- 在莫莉妮逝世前不久，其紐約住家遭竊，包括名为「大衛朵夫」斯特拉迪瓦里小提琴（现价值约3,000,000美元）、財物、珍貴的樂譜與筆記等物品不翼而飛，但在家屬有意隱瞞之下，當時已經住院多日的莫莉妮對案件並不知情，该案至今未破，成为FBI史上"十大艺术犯罪"之一。[2][4][5]。
- 以莫莉妮的生平為主軸，威利·霍茲曼（英语：Willy Holtzman）创作出舞台劇作品《The Morini Strad》，并於2010年首演[6]。

## 外部連結
- 艾麗卡·莫莉妮的Discogs页面（英文）
- 艾麗卡·莫莉妮